# Grupo Aéreo 83 (Bolivia)
El Grupo Aéreo «83» «Teniente Coronel José Manuel del Carpio» es una unidad de la Fuerza Aérea Boliviana con base en la ciudad de Puerto Suárez. Fue creado el 6 de junio de 1987 como Grupo Aéreo 22. Su función es la exploración y reconocimiento a fines del cumplimiento de la misión de la III Brigada Aérea, de la que depende, dentro del área de influencia del Comando Conjunto Central.